# Swallow (film)
Pour les articles homonymes, voir Swallow.
Pour plus de détails, voir Fiche technique et Distribution.
Swallow est un film dramatique franco-américain écrit et réalisé par Carlo Mirabella-Davis, sorti en 2019.

## Synopsis
Hunter semble mener une vie parfaite aux côtés de Richie, son mari. Pourtant elle se trouve cantonnée au rôle de femme-objet.  Dès lors qu'elle tombe enceinte, elle développe un trouble du comportement alimentaire rare, le pica, caractérisé par l'ingestion d'objets non comestibles.

## Fiche technique
- Titre original : Swallow
- Réalisation et scénario : Carlo Mirabella-Davis
- Décors : Erin Magill
- Costumes : Liene Dobraja
- Photographie : Katelin Arizmendi
- Montage : Joe Murphy
- Musique : Nathan Halpern
- Production : Mynette Louie, Mollye Asher, Carole Baraton et Frédéric Fiore
  - Producteur délégué : Haley Bennett, Sam Bisbee, Constantin Briest, Yohann Comte, Pierre Mazars, Éric Tavitian et Joe Wright
- Société de production : Charades, Logical Pictures et Syncopated Films
- Sociétés de distribution : IFC Films et UFO Distribution
- Pays d'origine :  États-Unis et  France
- Langue originale : anglais américain
- Format : couleur
- Genre : drame
- Durée : 94 minutes
- Dates de sortie :
  - États-Unis : 28 avril 2019 (Festival du film de Tribeca) ; 6 mars 2020 (en salles) 
  - Suisse : 7 juillet 2019 (Festival international du film fantastique de Neuchâtel 2019)
  - Canada : 11 juillet 2019 (Montréal)
  - France : 7 septembre 2019 (Festival de Deauville) ; 15 janvier 2020 (en salles)

## Distribution
- Haley Bennett : Hunter
- Austin Stowell : Richie
- Denis O'Hare : Erwin
- Elizabeth Marvel : Katherine
- David Rasche : Michael
- Luna Lauren Velez : Lucy
- Zabryna Guevara : Alice
- Laith Nakli : Luay
- Babak Tafti : Aaron
- Nicole Kang : Bev

## Sortie

### Accueil critique
En France, le site Allociné recense une moyenne des critiques presse de 3,7/5.
Le Figaro a beaucoup aimé ce film : « Ce thriller féministe, portrait rageur du patriarcat ordinaire, est un premier film prometteur. ».
L'Obs a trouvé l'actrice très bonne dans son rôle : « « Swallow » révèle une actrice, Haley Bennett, parfaite dans un rôle peu digeste. ».

## Distinctions

### Sélections
- Festival du cinéma américain de Deauville 2019 : sélection en compétition
- L'Étrange Festival 2019 : sélection en compétition

### Revue de presse
- Jean-Pilippe Guerand, « Swallow », L'Avant-scène Cinéma, no 668/669, Alice Edition, Paris, décembre 2019/janvier 2020, p. 257,  (ISSN 0045-1150)
- Fabien Baumann, « Swallow », Positif, no 707, Institut Lumière/Actes Sud, Paris, janvier 2020, p. 46,  (ISSN 0048-4911)
- Alex Masson, « Swallow », V.O. Version Originale, no 86, Paris, janvier 2020, p. 8